# Équipe cycliste Amica Chips
L'Équipe Amica Chips est une ancienne équipe de cyclisme italienne ayant existé de 1996, sous le nom de Ideal-Aster Lichy  à 2000 sous le nom de Amica Chips-Tacconi Sport.
Elle ne doit pas être confondue avec l'ancienne équipe Saint-Marinaise Amica Chips-Knauf.

## Histoire de l'équipe
- 1996 : Ideal-Aster Lichy -
- 1997 : Ros Mary-Minotti Italia-Ideal
- 1998 : Ros Mary-Amica Chips
- 1999 : Amica Chips-Costa de Almeria
- 2000 : L'équipe est scindée
  - Amica Chips-Tacconi Sport
  - Jazztel-Costa de Almeria
- 2001 : L'équipe fusionne et devient Tacconi Sport-Vini Caldirola

## Sponsors
- Amica Chips : entreprise agroalimentaire italienne
- Aster Lichy :
- Basso (cycle) (en) : cycles
- Carrera Podium : cycles
- Costa de Almeria : office de Tourisme de la province d'Almeria
- Falmec : hottes aspirantes
- Fondriest : cycles
- Ideal : Lunetterie
- Minotti Italia :
- Nybcor : cycles
- Ros Mary :
- Tacconi Sport : Vêtements de sport

## Principaux coureurs
- Ivan Basso
- Pietro Caucchioli

## Équipes
| 1996Ideal-Aster Lichy - Manager : Marino Basso - Directeur sportif : Aldo Donadello - Directeur sportif : Georgio Vannucci - Angelo Citracca - Serhiy Honchar - Mirko Marini - Roberto Menegotto - Salvatore Palumbo - Paolo Passarin - Michele Poser - Nicola Puttini - Dieter Ruegg - Roland Schaetti - Leonardo Sierra Sepulveda - David Tani - Pavel Tcherkassov - Guido Trentin - Paolo Voltolini | 1997Ros Mary-Minotti Italia-Ideal - Manager : Marino Basso - Directeur sportif : Paolo Dotti - Directeur sportif : Georgio Vannucci - Vladislav Bobrik - Roberto Caruso - Daniele De Paoli - Fausto Dotti - Stefano Finesso - Alessio Galletti - Roberto Menegotto - Paolo Passarin - Michele Poser - Jacob Moe Rasmussen - Marco Saleri - Manuel Scopsi - Marco Silvestri - David Tani - Maurizio Tomi - Alessandro Varocchi - Patrick Vetsch - Paolo Voltolini | 1998Ros Mary-Amica Chips - Manager : Marino Basso - Directeur sportif : Sandro Quintarelli - Directeur sportif : Paolo Dotti - Directeur sportif : Leonardo Levati - Francesco Arazzi - Fabio Balzi - Fabrizio Bontempi - Alessandro Calzolari - Simone Campagnaro - Simone Cheli - Claudio Chiappucci - Stefano Della Santa - Daniele De Paoli - Lorenzo Di Silvestro - Fausto Dotti - Stefano Finesso - Luca Gelfi - Zenon Jaskuła - Maurizio Molinari - Felice Puttini - Marco Saleri - Jose Manuel Uria Gonzalez - Alessandro Varocchi - Andrea Zatti |

| 1999Amica Chips-Costa de Almeria - Manager : Marino Basso - Directeur sportif : Sandro Quintarelli - Directeur sportif : Bruno Cenghialta - Directeur sportif : Miguel Moreno Cachinero - Francesco Arazzi - Evgueni Berzin - Simone Campagnaro - Stefano Casagrande - Pietro Caucchioli - Antonio Colom - Armand de Las Cuevas - Daniele De Paoli - Stefano Della Santa - Viatcheslav Ekimov - Daniele Galli - Marco Gili - Carlos Ramon Golbano Garcia - Simone Mori - Emiliano Murtas - Alessandro Pozzi - Felice Puttini - Fabio Roscioli - Amilcare Tronca - Alessandro Varocchi | 2000Amica Chips-Tacconi Sport - Manager : Davide Boifava - Directeur sportif : Mario Chiesa - Directeur sportif : Sandro Quintarelli - Miguel Alzamora - Kurt-Asle Arvesen - Ivan Basso - Pietro Caucchioli - Diego Ferrari - Daniele Galli - Mauro Gerosa - Marco Gili - Ruslan Ivanov - Vitali Kokorine - Fabio Malberti - Giuseppe Palumbo - Oscar Pozzi - Davide Scalmana - Filippo Simeoni - Ondřej Sosenka - Alain Turicchia |

### Ros Mary-Amica Chips
L'équipe Ros Mary était une équipe cycliste professionnelle italienne qui a existé en 1998 et qui courait sur les cycles Battaglin.
L'équipe, dont le manager général était l'ancien sprinter italien Marino Basso, avait comme directeur sportif Sandro Quintarelli.
L'équipe comptait notamment dans ses rangs le grimpeur italien Claudio Chiappucci, les sprinters Francesco Arazzi et Fabrizio Bontempi, le rouleur Antonio Tauler, les grimpeurs Daniele De Paoli et Felice Puttini ainsi que Zenon Jaskuła.
Les meilleurs résultats de l'équipe furent la 3e place de Puttini au Tour de Lombardie et la 8e place de De Paoli au Tour d'Italie.
- Tour du Frioul (Arazzi)
- Giro del Mendrisiotto (Puttini)
- GP de Prato (Puttini)
- 3e du Tour de Lombardie (Puttini)
- 8e du Tour d'Italie (De Paoli)
- 8e du GP de Fourmies (Chiappucci)
- 8e de Tirreno Adriatico (Chiappucci)
- 11e du GP de Plouay (Bontempi)
- 17e de l'Amstel Gold Race (Chiappucci)